# Teodor (Czuadze)
Teodor, imię świeckie Dimitri Czuadze (ur. 11 kwietnia 1967 w Sighnaghi) – gruziński duchowny prawosławny, od 2006 metropolita Achalciche i Tao-Klardżeti.

## Życiorys
2 kwietnia 1991 otrzymał święcenia diakonatu, a 8 września tegoż roku – prezbiteratu. 27 października 1996 przyjął chirotonię biskupią. 30 kwietnia 2006 podniesiony został do godności metropolity.